# 比江廃寺跡

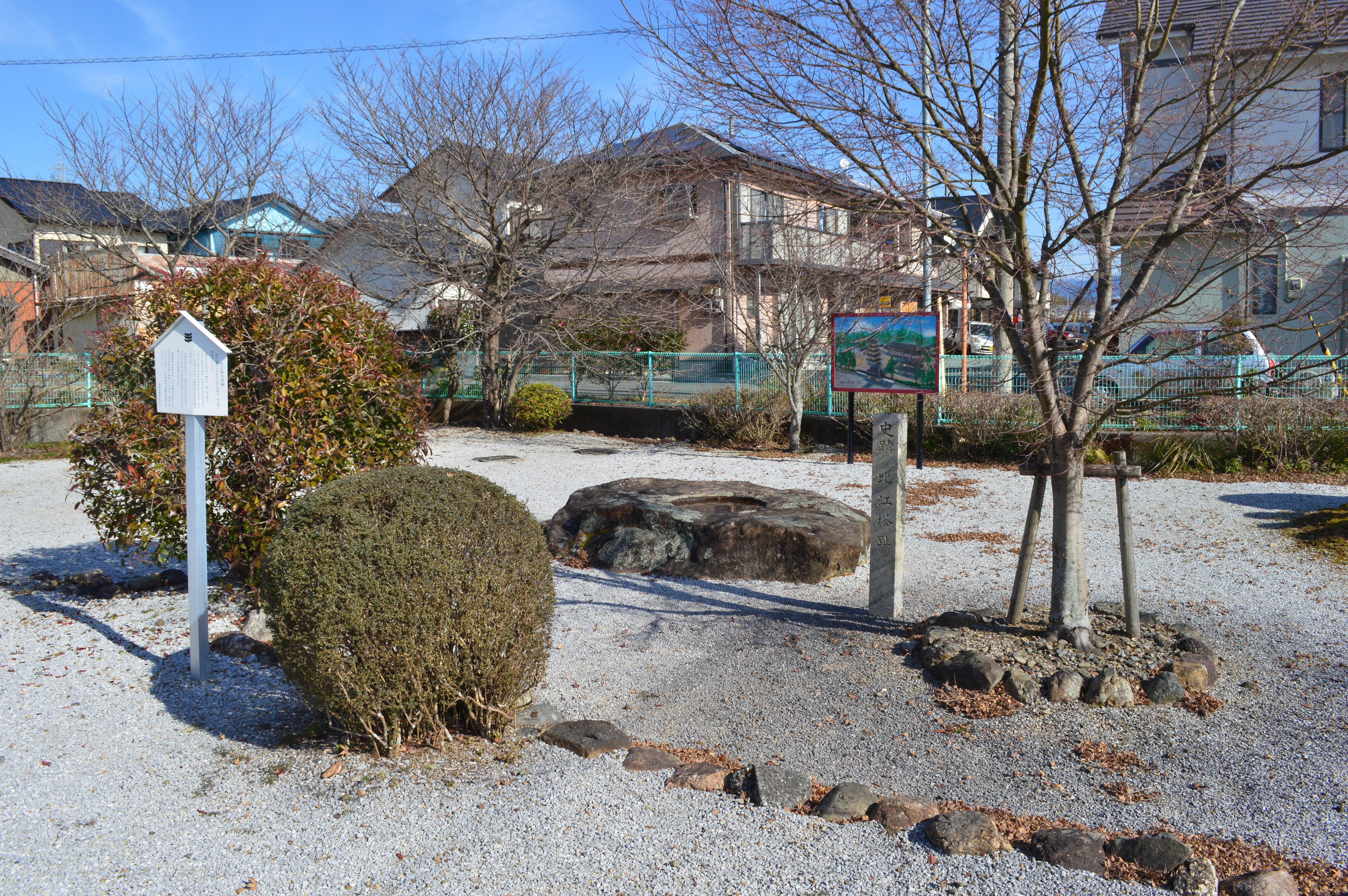
塔跡

比江廃寺跡（ひえはいじあと）は、高知県南国市比江にある古代寺院跡。塔跡は国の史跡に指定されている。

## 概要
高知県中部、高知平野中央北部の国分川北岸の自然堤防上に位置する。1969年度（昭和44年度）・1990年度（平成2年度）・1994-1995年度（平成6-7年度）に発掘調査が実施されている。
発掘調査によれば、白鳳期の7世紀代に在地豪族の氏寺として創建されたのち、奈良時代の8世紀中葉以降に伽藍整備がなされ（一説に国府寺または国分尼寺に転用）、平安時代中頃の10世紀前半頃に廃絶したと推測される。現在では塔心礎のみを遺存するが、この塔心礎は土佐地方で最大規模になる点で注目される。
寺域のうち塔跡は1934年（昭和9年）に国の史跡に指定されている。

## 歴史

### 古代
創建は不詳。発掘調査によれば、7世紀代に在地豪族の氏寺として創建されたのち、8世紀中葉以降に塔が建立されるなど伽藍が整備されたと推測される。伽藍整備の時期は、土佐国府跡の拡充と呼応する。その後、10世紀前半頃に遺物の一括投棄が行われていることから、この頃に廃絶したと推測される。
在地豪族の氏寺としての創建後については、国府寺（国府付属寺院）に転用されたとする説、国分尼寺に転用されたとする説などが挙げられている。前者は比江廃寺が土佐国府の北東（鬼門）に位置することを根拠とし、後者は出土瓦に土佐国分寺と同笵のものがあるほか関連地名も残ることを根拠とするが、通常の国分尼寺には塔が見られないことから否定的な意見もあり、現在までに確定には至っていない。

### 近代以降
近代以降については次の通り。
- 1934年（昭和9年）1月22日、塔跡が国の史跡に指定。
- 1969年度（昭和44年度）、発掘調査。塔心礎が原位置を保つことが判明（高知県教育委員会）。
- 1982年（昭和57年）5月21日、史跡範囲の追加指定。
- 1989年度（平成元年度）、寺域東側の工場跡地の確認調査（南国市教育委員会）。
- 1990年度（平成2年度）、発掘調査。多量の瓦の出土（高知県教育委員会、1991年に報告書刊行）。
- 1994-1995年度（平成6-7年度）、確認調査。塔心礎の再調査および塔北側で礎石建物2棟を確認（高知県教育委員会、2007年に報告書刊行）[3]。

## 遺構

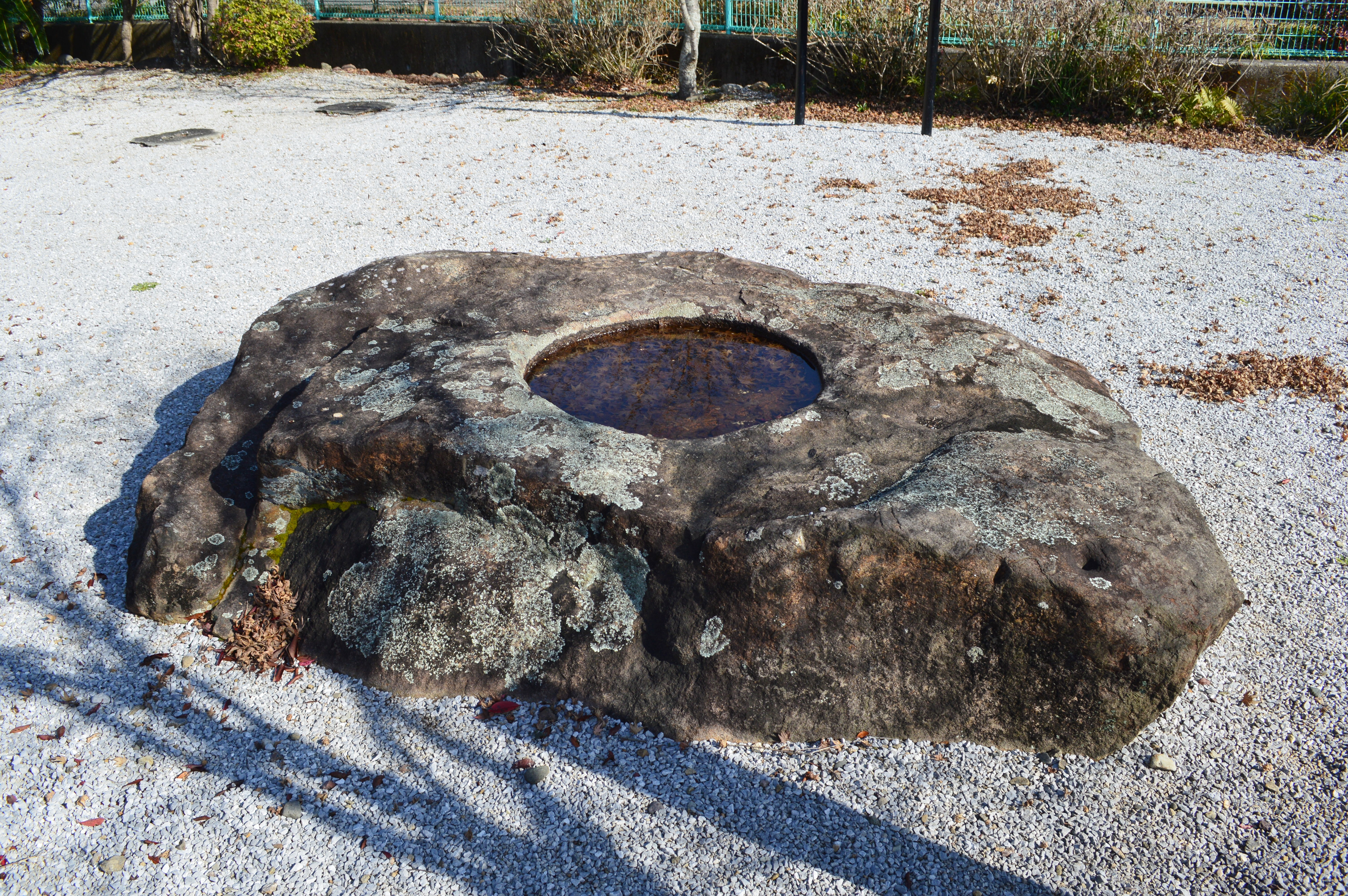
塔心礎

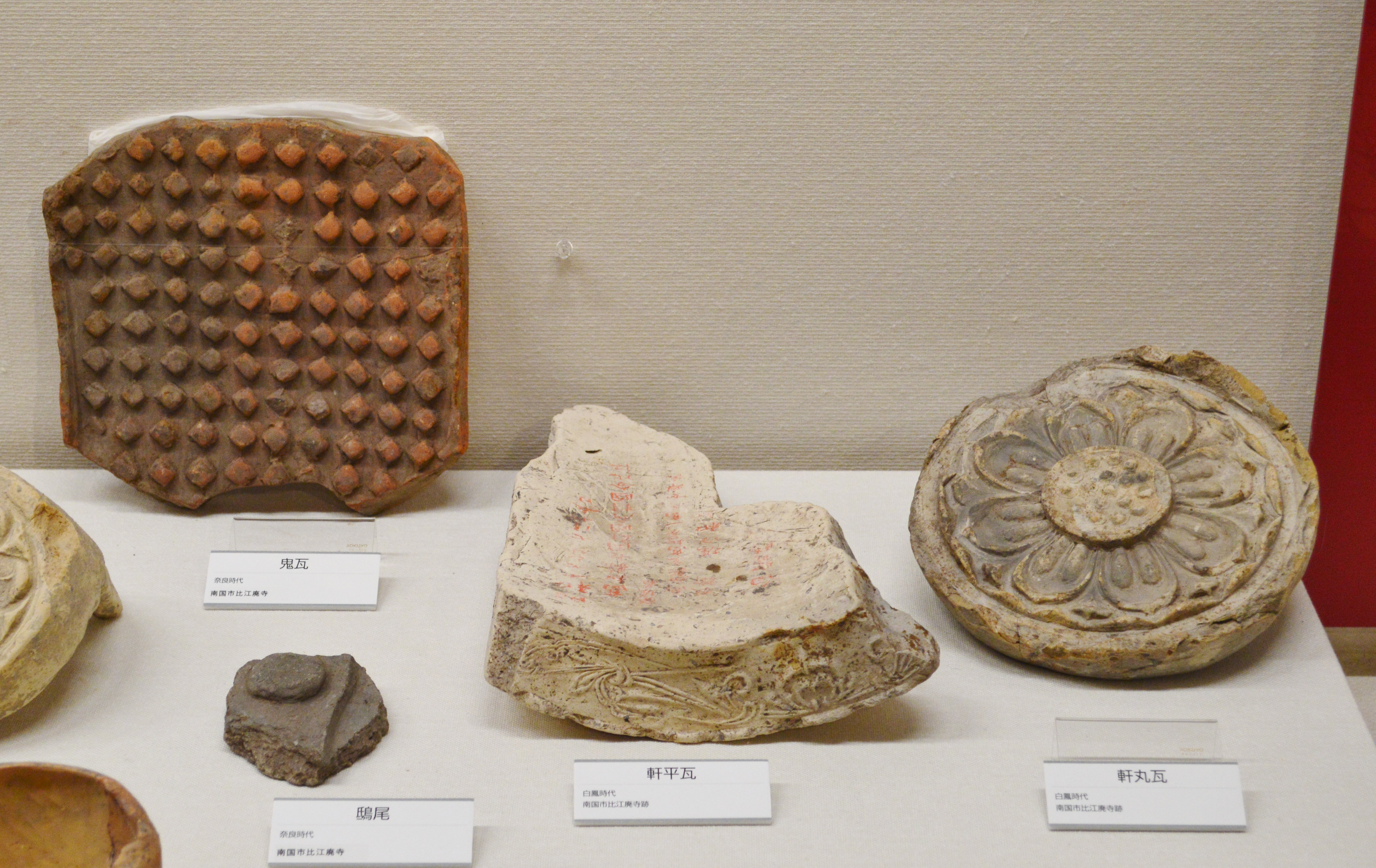
出土瓦高知県立歴史民俗資料館展示。

寺域は明らかでない。推定寺域の東側で南北溝が検出されており、これが東端の区画溝になる可能性があるが、西・南・北側では未だ検出に至っておらず詳らかでない。また伽藍配置も明らかでなく、現在では主要伽藍として塔・礎石建物2棟のみが認められている。かつては出土瓦・出土地点から法隆寺式伽藍配置とする説も挙げられていたが、現在では否定的である。遺構の詳細は次の通り。
塔
釈迦の遺骨（舎利）を納めた塔。基壇は一辺11.4メートル（38尺）と推定される。基壇は掘込地業で、基壇化粧は栗石積。基壇上建物は五重塔で、塔心礎の柱穴から高さ約32メートルと見積もられる。発掘調査によれば8世紀代の建立と推定される。
塔心礎は砂岩製で、長さ3.24メートル・幅2.21メートル・高さ約1.80メートルを測る。上面ほぼ中央部には直径0.81メートル・深さ0.10メートルの柱穴孔が穿たれ、その中央やや北に直径0.20メートル・深さ0.12メートルの舎利孔が穿たれる。塔心礎以外の礎石は、国分川の改修に使用されたという。
礎石建物
1994-1995年度調査で、塔の北側において2棟が確認されている。いずれも建物の性格は明らかでない。
1棟（SB-1）は塔の北側に位置する。基壇は掘込地業。基壇上建物は東西棟と見られ、柱間3.00メートルの5間分が確認されており、全体としては東西8間・南北5間と推定される。
もう1棟（SB-2）はSB-1の西側（塔の北西）に位置する。基壇は掘込地業。基壇上建物は東西棟と見られ、柱間2.70-3.00メートルの4間分が確認されており、全体としては東西5間・南北4間と推定される。
寺域からは多量の瓦が出土しており、軒平瓦のうちには法隆寺系の忍冬唐草文様が認められる。瓦供給窯は須江古窯跡群（香美市土佐山田町）の1瓦窯とされ、国分川を利用して運ばれたと見られる。
なお時代は遡るが、出土遺物のうちには円筒埴輪片がある。付近では古墳は確認されておらず、円筒埴輪の形態・調整は伏原大塚古墳（香美市土佐山田町）出土の円筒埴輪と同じであることから、比江廃寺が伏原大塚古墳の被葬者の末裔一族の氏寺として建立された可能性が指摘される。

## 関連施設
- 高知県立歴史民俗資料館（南国市岡豊町八幡） - 比江廃寺跡の出土瓦等を展示。

## 文化財

### 国の史跡
- 比江廃寺塔跡 - 1934年（昭和9年）1月22日指定、1982年（昭和57年）5月21日に史跡範囲の追加指定[2]。

## 関連文献
（記事執筆に使用していない関連文献）
- 『高知県比江廃寺塔跡（高知県教育委員会埋蔵文化財報告書 第16集）』高知県教育委員会、1970年。
- 『高知県比江廃寺塔跡（高知県教育委員会埋蔵文化財報告書 第19集）』高知県教育委員会、1975年。